# Peja distrikt
Peja (serbiska: Пећки округ, Pećki okrug) är ett distrikt i Kosovo. Det ligger i den västra delen av landet, 70 km väster om huvudstaden Priština. Antalet invånare är 174 235.